# Ernesto Giacomo Parodi
Ernesto Giacomo Parodi (* 21. November 1862 in Genua; † 1923 in Florenz) war ein italienischer Romanist.

## Leben und Werk
Parodi war Schüler von Pio Rajna (1847–1930) und Lehrer von Alfredo Schiaffini (1895–1971).  Ab 1892 lehrte er in Florenz. Von 1906 bis zu seinem Tod war er als Nachfolger von Michele Barbi (1867–1941) Herausgeber des Bulletino der Società Dantesca Italiana. Im Rahmen der nationalen Danteausgabe von 1921 gab er zusammen mit Flaminio Pellegrini (1868–1928) den Convivio heraus (Le opere di Dante. Testo critico della Società dantesca italiana, Florenz 1921).

## Weitere Werke
- (Hrsg.): Tristano Riccardiano. Bologna 1896 (neu hrsg. von M.J. Heijkant,  Text von E.G. Parodi, Parma 1991).
- Poesia e storia nella Divina Commedia. Studi critici. Neapel 1920, hrsg. von Gianfranco Folena  und Pier Vincenzo Mengaldo, Venedig 1965.
- Il dare e l'avere fra i pedanti e i geniali. Genua 1923.
- Poeti antichi e moderni. Studi critici. Florenz 1923.
- Lingua e letteratura. Studi di teoria linguistica e di storia dell'italiano antico. Con un saggio introduttivo di Alfredo Schiaffini, hrsg. von Gianfranco Folena, 2 Bde., Venedig 1957.

| Personendaten    | Personendaten           |
| ---------------- | ----------------------- |
| NAME             | Parodi, Ernesto Giacomo |
| ALTERNATIVNAMEN  | Parodi, Ernesto G.      |
| KURZBESCHREIBUNG | italienischer Romanist  |
| GEBURTSDATUM     | 21. November 1862       |
| GEBURTSORT       | Genua                   |
| STERBEDATUM      | 1923                    |
| STERBEORT        | Florenz                 |